# Hemitremia flammea
Hemitremia flammea là một loài cá vây tia trong họ Cyprinidae. Nó chỉ được tìm thấy ở Hoa Kỳ.